# اس‌ام یوسی-۲۲
اس‌ام یوسی-۲۲ (به انگلیسی: SM UC-22) یک زیردریایی بود که طول آن ۱۶۱ فوت ۱۱ اینچ (۴۹٫۳۵ متر) بود. این زیردریایی در سال ۱۹۱۶ ساخته شد.